# Kūh-e Shahbāz
Kūh-e Shahbāz (persiska: کوه شهباز) är ett berg i Iran.   Det ligger i provinsen Markazi, i den centrala delen av landet, 270 km sydväst om huvudstaden Teheran. Toppen på Kūh-e Shahbāz är 3 335 meter över havet.
Terrängen runt Kūh-e Shahbāz är kuperad åt nordväst, men åt sydost är den bergig. Kūh-e Shahbāz är den högsta punkten i trakten. Runt Kūh-e Shahbāz är det ganska glesbefolkat, med 48 invånare per kvadratkilometer. Närmaste större samhälle är Bāzneh, 9,2 km öster om Kūh-e Shahbāz. Trakten runt Kūh-e Shahbāz består i huvudsak av gräsmarker.